# 데니스 쿠진
데니스 발레리예비치 쿠진(러시아어: Дени́с Вале́рьевич Ку́зин, 1989년 12월 4일~)은 카자흐스탄의 스피드스케이팅 선수이다. 올림픽에 3회 출전했으며, 2013년 세계 종목별 스피드스케이팅 선수권 대회에서 1000m 우승을 달성했다. 아시안 게임에서도 금메달, 은메달, 동메달을 1개씩 획득했다.

## 생애와 경력
쿠진은 카자흐스탄의 코스타나이에서 태어났다. 1998년에 니콜라이 파스투셴코에게 스피드스케이팅을 배웠으며, 2006년에 프로 선수로 활약하여 표트르 파스투셴코를 새 코치로 맞이했다. 2008년에 중화인민공화국 창춘에서 열린 2008년 세계 주니어 선수권 대회에 카자흐스탄 국가대표로 참가하였다. 그는 이 대회에서 알렉산드르 본다르추크, 로만 크레치와 함께 팀 추월에 출전하여 12위를 기록했다. 2009년에는 하얼빈에서 열린 2009년 동계 유니버시아드에 카자흐스탄 국가대표로 참가하였다. 그는 1000m에서 대한민국의 모태범, 폴란드의 콘라트 니에즈비에츠키, 대한민국의 이강석에 밀려 4위를 하며 메달을 놓쳤다. 같은 대회 1500m 종목에서는 6위, 세르게이 멜레호프, 안톤 수로뱟킨과 함께 출전한 단체 추월에서는 최하위인 7위를 기록했다.
그 후 2008–09 시즌부터 ISU 월드컵에 참가하기 시작했으며, 2008년 11월 8일 베를린에서 열린 1차 월드컵 1500m 디비전B를 통해 월드컵에 데뷔하였다. 2010년 2월에는 캐나다 밴쿠버에서 열린 2010년 동계 올림픽에 카자흐스탄 국가대표로 참가하면서 올림픽 데뷔를 이뤘다. 그는 1000m와 1500m 두 종목에 출전하였고 두 종목 모두 23위를 기록했다. 밴쿠버 올림픽 이후부터 국제 무대에서 좋은 성적을 거두기 시작했다. 2011년 1월 모국 카자흐스탄의 아스타나와 알마티에서 개최된 2011년 동계 아시안 게임 1500m에서는 올림픽 금메달리스트인 모태범을 꺾고 금메달을 획득하여 자신의 첫 국제 대회 메달을 획득하였고, 러시아 소치에서 열린 2013년 세계 종목별 선수권 대회에서는 1500m 부문에서 모태범을 누르고 카자흐스탄 스피드스케이팅 선수로는 처음으로 세계 선수권 대회에서 우승하였다.